# Rachel Rachlin
Rachel Rachlin (f. Lachmann; 1. november 1908 i Liverpool, England – 11. februar 1999 i København) var en dansk-jødisk forfatter.
Rachlin voksede op i København, hvor hun mødte sin senere mand, Israel Rachlin. Parret flyttede til hans hjemland, Litauen. I juni 1941 blev de deporteret til Sibirien, hvor de blev i 16 år. Under opholdet fik de sønnen Samuel Rachlin. I 1957 vendte de tilbage til Danmark og skrev erindringsbogen 16 år i Sibirien i 1982. I 1987 modtog Rachel Rachlin Modersmål-Prisen. Parret skrev yderligere tre erindringsbøger: Skæbner i Sibirien (1987), Fortællinger fra vores liv (1992) og Blade fra en slægtshistorie (1998).
Rachel Rachlin er begravet på Mosaisk Vestre Begravelsesplads.
Gerhard Hennings bronzestatue Dansk pige blev opstillet i Bergen i 1955, men det vakte protester, at den vistnok ikke repræsenterede en virkelig kvinde. Først i 2020 kom det for en dag, at modellen var Rachel Rachlin, og hendes søn Samuel Rachlin kom til Bergen for at se sin mor som statue.

## Eksternt link
- Rachlin.dk